# Necroscia fasciolata
Necroscia fasciolata är en insektsart som beskrevs av Carl Stål 1877. Necroscia fasciolata ingår i släktet Necroscia och familjen Diapheromeridae. Inga underarter finns listade i Catalogue of Life.